# Хаппи-Валли (Орегон)
Хаппи-Валли (англ. Happy Valley) — город в агломерации Портленда, штат Орегон. Согласно переписи 2023 года, население города оценивается в 28 409 человек.

## История
На месте Хаппи-Вали были поселения, основанные в 1850 году. Позже их было решено объединить в один город, который был официально зарегистрирован в 1965 году.

## География
По данным Бюро переписи населения США, общая площадь города составляет 30,99 км2, из которых 30,83 км2 приходится на сушу и 0,16 км2 — на воду. Гора Скотт является самой высокой точкой в Хаппи-Валли.

## Демография
По данным переписи 2020 года в городе проживало 23 733 человека, плотность населения составила 791,7 человек на км 2, средний доход домохозяйства в городе составляет 120 324 доллара,  состав города был следующим: 76,17% белых , 1,08% афроамериканцев , 0,49% коренных американцев , 17,38% азиатов , 0,15% жителей островов Тихого океана , 0,95% представителей некоторых других рас и 3,78% представителей смешанных рас.

## Известные люди
- Уильямс-Госс, Найджел